# 銅鑼灣岳王古廟
22°17′12″N 114°11′30″E / 22.2867278°N 114.1916028°E

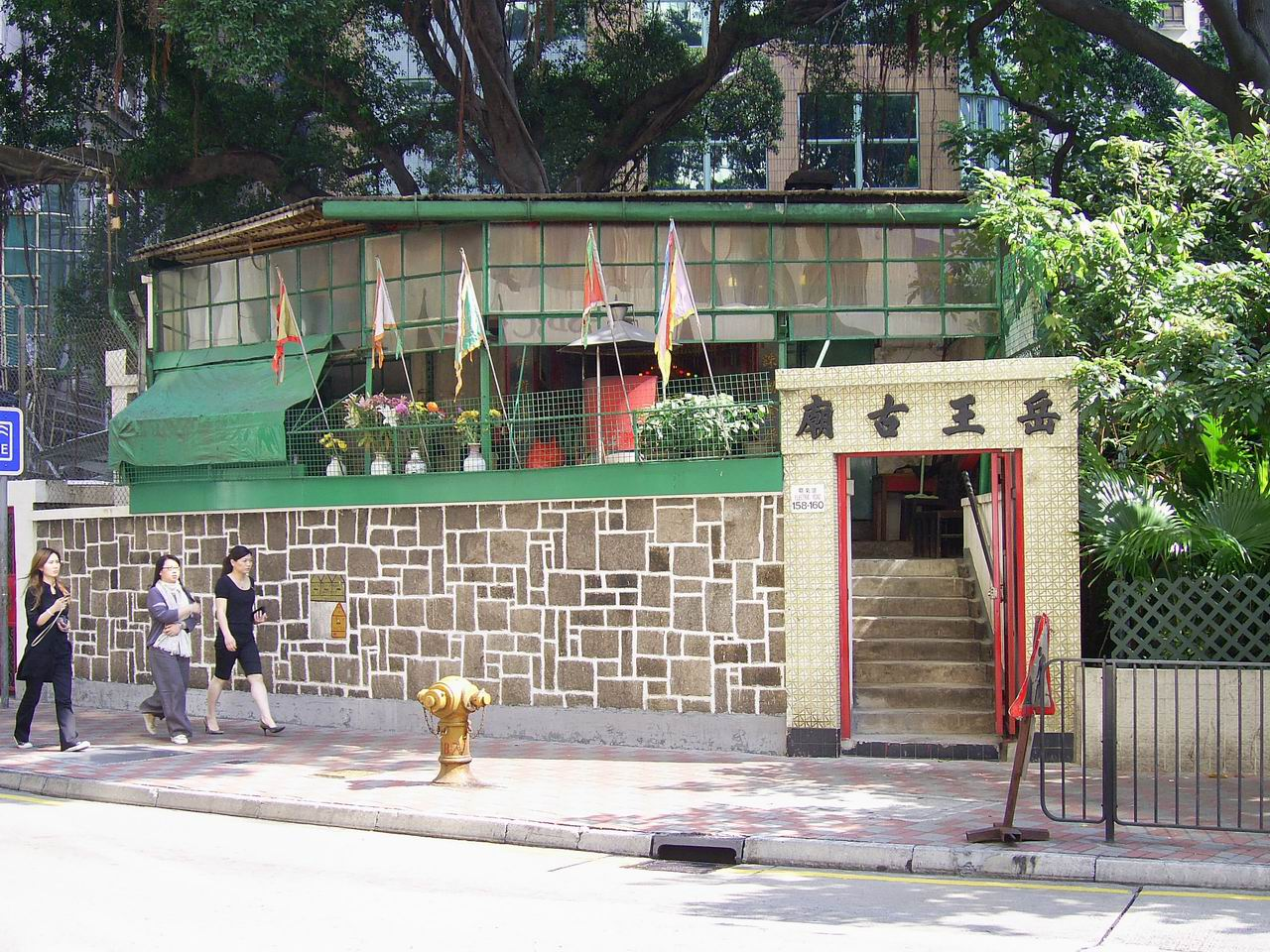
銅鑼灣岳王古廟外形像花園別墅

岳王古廟位於香港銅鑼灣東部電氣道，是香港唯一以奉祀岳飛為主神的廟宇。
岳王古廟在戰前已有，當時是建築在路邊一座高台之上，後來由於該區開始發展及修築馬路，才在路邊建築石墻維護古廟，並建門樓加以關欄，惟因倉猝建築，沒有加以設計，建成一座西式的三合土門樓及鐵閘，而花崗石砌的圍牆亦如花園別墅的圍牆。
八十年代末銅鑼灣警區未與北角警區合併以前，岳王古廟附近是前銅鑼灣警署，銅鑼灣街市，不少警務人員都信奉精忠報國的岳王爺，每逢岳王神誕，都會到廟中去賀誕上香。